# 三宅宏実

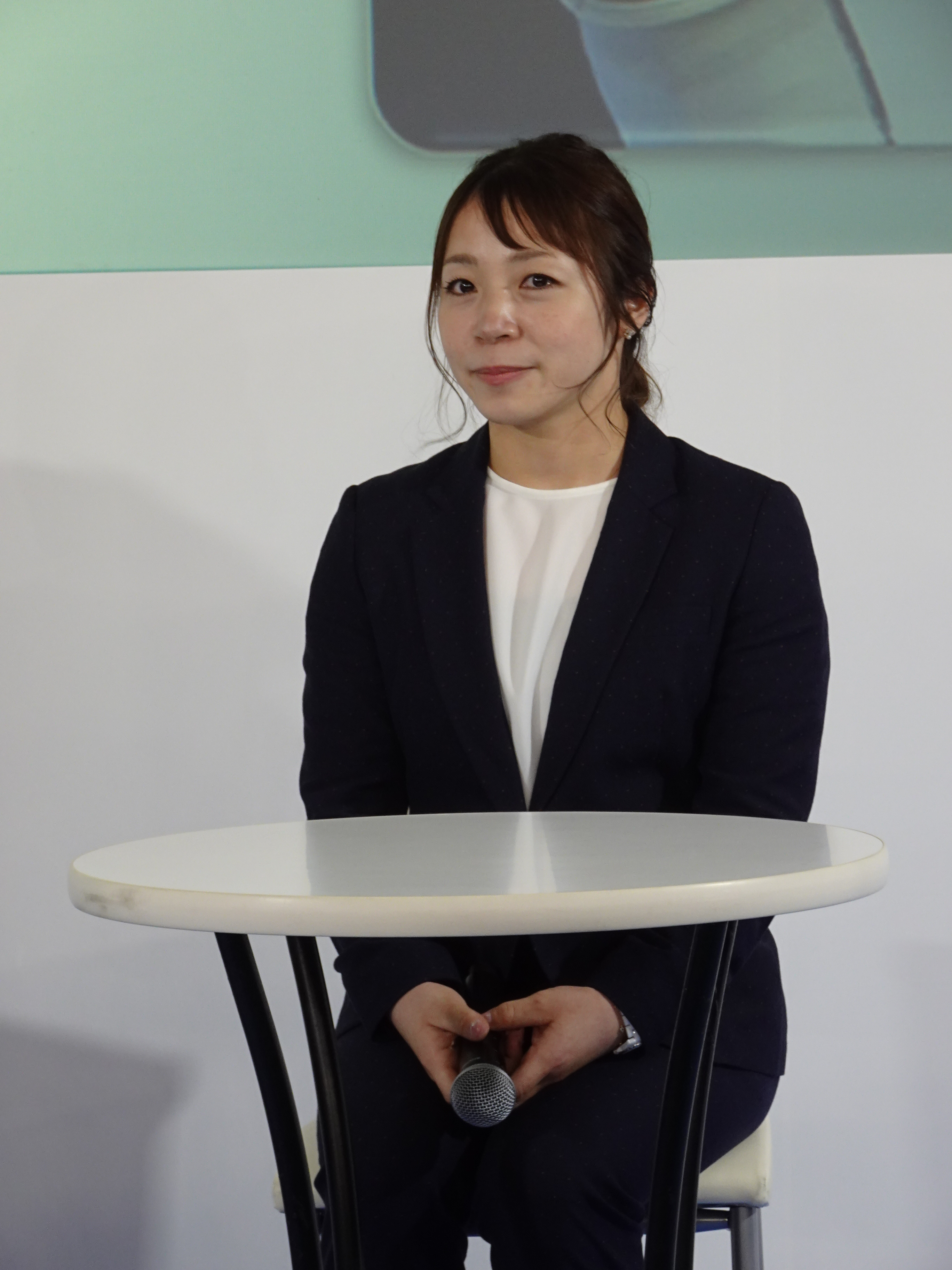
2023年

三宅 宏実（みやけ ひろみ、1985年11月18日 - ）は、日本の元女性重量挙げ選手・指導者。女子48kg級および53kg級の日本記録保持者。2012年ロンドンオリンピック48kg級銀メダリスト、2016年リオデジャネイロオリンピック48kg級銅メダリスト、夏季五輪において日本女子最多に並ぶ5大会連続出場を果たした。

## 経歴
埼玉県新座市出身。身長147cm。父は1968年メキシコシティ五輪重量挙げフェザー級で銅メダルを獲得した三宅義行。伯父は五輪重量挙げでローマ銀、東京・メキシコシティで共に金に輝いた三宅義信。兄が2人おり、次兄は重量挙げ男子77kg級で過去4度の優勝経験がある全日本王者で全日本女子チームのヘッドコーチも務めた三宅敏博、長兄の三宅敏允も競技経験者。従兄弟の三宅義徳も全日本学生個人選手権優勝経験を有す。
音大出身の母に幼い頃からピアノを習い、新座市立第二中学校時代は軟式テニスに夢中だった。中学3年の時、2000年シドニーオリンピックを見たことをきっかけに、自身もオリンピックを目指して重量挙げを始めた。自宅の台所を練習場に連日父から基礎を叩き込まれ、練習3か月後の最初の挑戦でいきなり42.5kgを挙げた。父が高校1年で挙げた重量と同じだった。
兄達の母校であるさいたま市の埼玉栄高校に進学後、2002年8月に全国高校女子選手権53kg級で大会記録で優勝。2003年6月の全日本選手権53kg級で初優勝（同大会では次兄も2年ぶり4度目の優勝で兄妹優勝を果たした）。2004年4月、父や伯父、長兄の母校である法政大学（キャリアデザイン学部）に進学。53kg級から五輪で上位が狙える48kg級に転向し、アテネオリンピック代表選考会を兼ねた2004年5月の全日本選手権で優勝。親子2代五輪出場を果たした。2004年アテネオリンピックの結果は9位。
2006年の世界選手権48kg級で銅メダルを獲得し、世界大会で初めて表彰台に立った（日本人女子の世界選手権メダリストは1999年の二柳かおり以来7年ぶり6人目）。翌2007年、タイで開催された世界選手権で5位入賞し、北京オリンピック出場が内定。
2008年4月に投資会社アセット・マネジャーズ（現いちご株式会社）に入社。同社のウエイトリフティング部に所属。
2008年北京オリンピックでは、体操の相原信行＆俊子・豊親子、塚原光男・直也親子に次ぐ史上3組目の日本人親子メダリストの期待が懸かったが、上位の壁厚く6位入賞にとどまった。ただし、その後上位5人のうち2人にドーピング違反の指摘があり、2018年に最終的にドーピングが確定したため2人は失格になり、三宅は4位となった。
2011年6月、さいたま市記念総合体育館で行われた全日本選手権53kg級において、スナッチ90kg、ジャーク117kgトータル207kgの日本新記録を達成。同年の世界選手権で53kg級で6位に入り、ロンドンオリンピック出場が内定。
2012年7月28日、ロンドンオリンピック48kg級に出場。スナッチ87.0kg、クリーン&ジャーク110.0kg、トータル197.0kgと全てにおいて日本記録を更新した上、2位に入り銀メダルを獲得。女子重量挙げ史上初のメダル獲得と同時に、日本五輪史上初となる父娘メダル獲得をも達成した。彩の国功労賞を受賞。
ロンドン五輪重量挙げ女子48キロ級で銀メダルを獲得の競技時に、首にかけていたキリン柄のタオルは、大ファンのYUKIのライブで購入したツアーグッズである。“勝負タオル”として話題になった。
2014年9月、韓国・仁川で開催される2014年アジア競技大会では日本選手団主将を務める。
2015年3月、所属するいちごグループホールディングス（現いちご株式会社）・ウエイトリフティング部の選手兼任コーチに就任し、同年入社した高校の後輩水落穂南や安藤美希子の指導にも当たる。2015年11月の世界選手権では銅メダルを獲得したが、その後は左膝、腰痛と故障が続き、2016年5月の全日本選手権では4位に低迷した。
2016年8月、リオデジャネイロオリンピックの直前に腰痛が悪化し、痛み止めを打つほどの万全には程遠い状態で本番に臨んだ。スナッチの1・2回目は失敗し、3回目で81.0kgを成功させるもこの時点では8位と出遅れる。ジャークの1回目で105.0kgを記録し、失敗すればメダルを逃す3回目に107.0kgを成功させトータル188.0kgで3位となり、2大会連続でメダルを獲得した。
2021年7月24日、オリンピック5大会連続出場となる1年延期された東京オリンピックに出場。スナッチ74kg、ジャークは記録なしに終わり、現役引退を表明。引退後は引き続きいちご株式会社に社員として在籍し、競技振興や後進の育成に当たる。
2022年4月、国際ウエイトリフティング連盟のアスリート副委員長に就任し、理事を兼務。同年6月には役員改選で理事に当選。
2023年6月、日本ウエイトリフティング協会の常務理事に就任。
2023年8月4日、法政大学の1年後輩でリオ五輪重量挙げ男子62kg級代表の中山陽介（山梨県笛吹市役所職員）と結婚した。2024年1月に第1子となる男児を出産し、4月から山梨県に在住。

## 人物
名前には、三「宅」「宏」「実」とうかんむりのある漢字が3つ連なる。これは三宅の生まれた1985年のプロ野球で三冠王を達成した落合博満（ロッテオリオンズ）とランディ・バース（阪神タイガース）を意識して名付けられたもの。
出身地である埼玉県新座市の観光親善大使に委嘱されている。
父と伯父の故郷である宮城県柴田郡村田町への思いも強く、2011年（平成23年）3月11日に発生した東北地方太平洋沖地震（東日本大震災）には同町の被害に衝撃を受けると共に、父と共に宮城県柴田農林高等学校（柴田郡大河原町）を訪問した際に救援物資を贈っている。また、メダリストである肩書きを隠し、一般人として被災者支援も行っている。2016年（平成28年）発生の熊本地震の被災地にも見舞金を贈っている。
趣味は足のネイルアート。
元女子プロレスラーの栗原あゆみと親交があり、栗原の実家である「焼肉ハウス 三宝」によく行くという。
2016年、ベストスマイル・オブ・ザ・イヤー2016を受賞。
結婚した2023年8月4日は天赦日、一粒万倍日、大安が重なる“最強開運日”で、フィギュアスケートの羽生結弦、タレントの藤田ニコル、元AKB48の鈴木まりや、元Juice=Juiceの宮崎由加らも同じ日に結婚している。

## 保有する公認日本記録
- 女子48kg級：スナッチ87.0kg、クリーン&ジャーク110.0kg、トータル197.0kg
- 女子53kg級：スナッチ90.0kg、クリーン&ジャーク117.0kg、トータル207.0kg

（2012年7月29日現在）

## 主な競技歴
- 2002年　全日本選手権53kg級 3位
- 2002年　世界選手権53kg級 9位
- 2003年　全日本選手権53kg級 優勝
- 2003年　世界選手権53kg級 11位
- 2004年　全日本選手権48kg級 優勝
- 2004年　アテネオリンピック48kg級 9位
- 2005年　世界選手権48kg級 4位
- 2006年　全日本選手権48kg級 優勝
- 2006年　世界選手権48kg級 銅メダル
- 2006年　アジア大会48kg級 6位
- 2007年　全日本選手権48kg級 優勝
- 2007年　世界選手権48kg級 5位
- 2008年　全日本選手権53kg級 優勝　トータル193kg
- 2008年　北京オリンピック48kg級 4位　スナッチ80kg、クリーン＆ジャーク105kg、トータル185kg（8月9日、北京航空航天大学体育館）６位であったが上位選手ドーピングの為、後に繰り上げ４位[7][8]。
- 2009年　全日本選手権53kg級 優勝
- 2010年　全日本選手権53kg級 優勝　スナッチ87kg、クリーン＆ジャーク112kg、トータル199kg　いずれも日本記録更新（5月28日、大阪・羽曳野市立総合スポーツセンター）
- 2011年　全日本選手権53kg級 優勝　スナッチ90kg、クリーン＆ジャーク117kg、トータル207kg　いずれも日本記録更新（6月24日、さいたま市記念総合体育館）
- 2011年　世界選手権53kg級 6位　スナッチ88kg、クリーン＆ジャーク115kg、トータル203kg
- 2012年　ロンドン五輪48kg級 2位　スナッチ87kg、クリーン＆ジャーク110kg、トータル197kg
- 2014年　アジア大会48kg級 2位
- 2015年　全日本選手権53kg級 2位
- 2015年　世界選手権48kg級 3位　スナッチ85kg、クリーン&ジャーク108kg、193kg
- 2016年　リオデジャネイロ五輪48kg級 3位　スナッチ81kg、クリーン＆ジャーク107kg、トータル188kg
- 2018年　全日本選手権48kg級 優勝　スナッチ78kg、クリーン＆ジャーク103kg、トータル181kg（5月25日、いしかわ総合スポーツセンター）
- 2019年　世界選手権 途中棄権
- 2021年　東京五輪48kg級 記録なし

## 主な出演

### テレビドラマ
- 地味にスゴイ!校閲ガール・河野悦子 第6話（2016年11月9日、日本テレビ） - 本人 役[29]

### テレビ
- SMAP×SMAP（フジテレビ・関西テレビ系列、2012年8月13日）
  - BISTRO SMAP - 父・義行共にロンドンオリンピック後に2012年8月13日に出演。三宅自身SMAP×SMAPのこのコーナーのファンである事を番組中に公言している。
- めざせ!2020年のオリンピアン（NHK総合、2015年1月4日）
- 第66回NHK紅白歌合戦（NHK総合・ラジオ第1、2015年12月31日） - 審査員

### その他
- ももいろクローバーZ「BLAST!」ミュージックビデオ - 重量挙げの監督として出演